# Coppa Sabatini 2023
La 71e édition  de la Coppa Sabatini est une course UCI ProSeries 2023 de catégorie 1.Pro disputée le 14 septembre 2023 autour de Peccioli en Italie sur une distance de 198,9 km. 

## Présentation

### Équipes
| WorldTeams (7)- Astana Qazaqstan Team - Cofidis - EF Education-EasyPost - Ineos Grenadiers - Intermarché-Circus-Wanty - Team Jayco AlUla - UAE Team Emirates ProTeams (6)- Eolo-Kometa - Euskaltel-Euskadi - Green Project-Bardiani CSF-Faizanè - Q36.5 Pro Cycling Team - Team Corratec-Selle Italia - TotalEnergies Équipes continentales (5)- Electro Hiper Europa - GW Shimano-Sidermec - MG.K Vis Colors For Peace - Team Technipes #inEmiliaRomagna - Work Service-Vitalcare-Dynatek |
| |

## Classement final
| \| Classement général \| Classement général \| Classement général \| Classement général \| Classement général \| \| Coureur \| Coureur \| Pays \| Équipe \| Temps \| \| ------------------ \| ------------------ \| ------------------ \| ---------------------- \| ------------------ \| \| 1er \| Marc Hirschi \| Suisse \| UAE Team Emirates \| 4 h 47 min 15 s \| \| 2e \| Pavel Sivakov \| France \| Ineos Grenadiers \| + 2 s \| \| 3e \| Tadej Pogačar \| Slovénie \| UAE Team Emirates \| + 18 s \| \| 4e \| Guillaume Martin \| France \| Cofidis \| + 18 s \| \| 5e \| Alexey Lutsenko \| Kazakhstan \| Astana Qazaqstan Team \| + 18 s \| \| 6e \| Walter Calzoni \| Italie \| Q36.5 Pro Cycling Team \| + 2 min 10 s \| \| 7e \| Richard Carapaz \| Équateur \| EF Education-EasyPost \| + 2 min 17 s \| \| 8e \| Michael Valgren \| Danemark \| EF Education-EasyPost \| + 3 min 54 s \| \| 9e \| George Bennett \| Nouvelle-Zélande \| UAE Team Emirates \| + 4 min 45 s \| \| 10e \| Mathieu Burgaudeau \| France \| TotalEnergies \| + 6 min 04 s \| |                    |                  |                        |                 |
| |                    |                  |                        |                 |
| Source : ProCyclingStats |                    |                  |                        |                 |
| Classement général |                    |                  |                        |                 |
| Coureur | Coureur            | Pays             | Équipe                 | Temps           |
| 1er | Marc Hirschi       | Suisse           | UAE Team Emirates      | 4 h 47 min 15 s |
| 2e | Pavel Sivakov      | France           | Ineos Grenadiers       | + 2 s           |
| 3e | Tadej Pogačar      | Slovénie         | UAE Team Emirates      | + 18 s          |
| 4e | Guillaume Martin   | France           | Cofidis                | + 18 s          |
| 5e | Alexey Lutsenko    | Kazakhstan       | Astana Qazaqstan Team  | + 18 s          |
| 6e | Walter Calzoni     | Italie           | Q36.5 Pro Cycling Team | + 2 min 10 s    |
| 7e | Richard Carapaz    | Équateur         | EF Education-EasyPost  | + 2 min 17 s    |
| 8e | Michael Valgren    | Danemark         | EF Education-EasyPost  | + 3 min 54 s    |
| 9e | George Bennett     | Nouvelle-Zélande | UAE Team Emirates      | + 4 min 45 s    |
| 10e | Mathieu Burgaudeau | France           | TotalEnergies          | + 6 min 04 s    |